# Bifaxaria gracilis
Bifaxaria gracilis är en mossdjursart som beskrevs av Gordon 1993. Bifaxaria gracilis ingår i släktet Bifaxaria och familjen Bifaxariidae. Inga underarter finns listade i Catalogue of Life.